# Большие Бутырки (Татарстан)
Большие Бутырки (тат. Олы Бутырка) — село в Пестречинском районе республики Татарстан. Входит в состав Ленино-Кокушкинского сельского поселения.

## География
Село находится на реке Ушня, в 13 километрах к северо-востоку от села Пестрецы.
Большие Бутырки (Татарстан) находится в часовой зоне МСК (московское время). Смещение применяемого времени относительно UTC составляет +3:00.

## История
Село основано в XVIII веке.
До 1920 года село находилось в составе Черемышевской волости Лаишевского уезда Казанской губернии. С 1920 года находилось в составе Лаишевского кантона, с 1924 года — в составе Арского кантона Татарской АССР.
С 10 августа 1930 года находится в Пестречинском районе.

## Население
По состоянию на 1 января 2018 года в селе проживал 231 человек.